# Proales theodora
Proales theodora är en hjuldjursart som först beskrevs av Gosse 1887.  Proales theodora ingår i släktet Proales och familjen Proalidae. Arten är reproducerande i Sverige. Inga underarter finns listade i Catalogue of Life.